# زيت فول الصويا

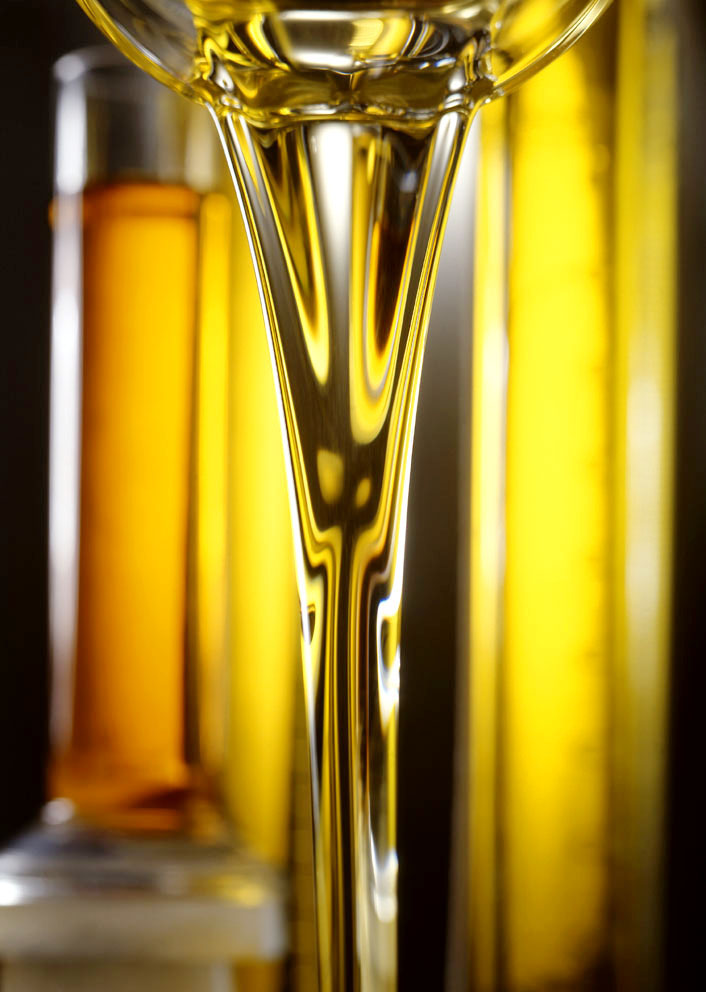
زيت فول الصويا

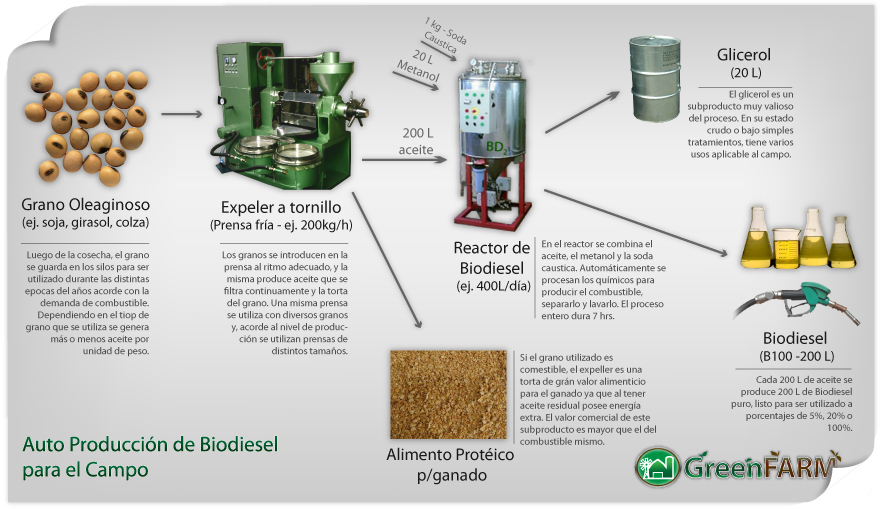
وقود الديزل الحيوي للسيارات

فول الصويا نبات حولي يعد طعاماً للحيوانات وغذاء للإنسان. يزرع فول الصويا في الربيع وتظهر الأزهار البيضاء أو البنفسجية على النبات بعد ستة إلى ثمانية أسابيع. وبعد حوالي أسبوعين يتم تكوين الأزهار التي تستطيل مكونة قروناً يحتوي كل منها على بذرتين أو ثلاث بذور، ويتم تكوين البذور خلال 30 إلى 40 يوماً، وتصبح ناضجة عندما يتحول لون الأوراق إلى الأصفر ثم تتساقط على الأرض ويبلغ طول النبات عند تمام نضجه من 60سم إلى 120سم. يغطي نبات فول الصويا زغب قصير دقيق بني أو رمادي اللون ويتراوح لون قرونه ما بين الأصفر الفاتح إلى اللون الرمادي والبني والأسود. وبذور فول الصويا مستديرة أو بيضوية الشكل، ومن ألوانها الأصفر والأخضر والبني والأسود المنقط وذلك وفقاً للصنف. ولمعظم أصناف فول الصويا التي تزرع للأغراض التجارية بذور صفراء أو برتقالية اللون ويتراوح قطر البذرة بين 5، 7 ملم.
يطلق على فول الصويا أحياناً أسم فول الصوجا.
ويعرف فول الصويا علمياً باسم Glycine max أو Glycine soja من الفصيلة البقولية Leguminosae.

## نبذة تاريخية
الموطن الأصلي لفول الصويا: جنوب شرق القارة الآسيوية وقد زرع في الصين سنة 2838 قبل الميلاد. وأهم مواطن انتشاره وإنتاجه حالياً منشوريا، ثم كوريا، فاليابان فالصين وأندونيسيا. دخلت الصويا إلى أوروبا في سنة 1739م ولكن زراعتها لم تنتشر على نطاق واسع إلا عام 1932م. وأصبحت في فرنسا غذاءً نافعاً وقد سموه كثير من البلدان «بالنبات العجيب» ولا يزال العديد من النباتيين يتناولونه كما كان يتناوله أجدادهم القدماء منذ الآف السنين. .

## زيت فول الصويا
هو عبارة عن زيت نباتي، يتم استخراجه من بذور نبات فول الصويا، وهو يمثل أحد أكثر زيوت الطهي، وثاني أكثر الزيوت النباتية استهلاكًا. يدخل زيت فول الصويا في العديد من الاستخدامات سواء في الطعام أو في العلاج، كما أنه يستخدم في الأحبار وعمليات الطلاء الزيتي بوصفه أحد زيوت التجفيف.

## التركيب الكيميائي لزيت بذر فول الصويا
يحتوي زيت فول الصويا الخام بالإضافة للأحماض الدهنية المشبعة واللامشبعة بالهيدروجين على
- شحوم فسفورية تتراوح نسبتها بين 1,3-3٪
- وتتكون هذه المادة من فسفاتيديل كولين 18-22٪ وسيرين 14-16٪ وأيثانول أمين 13-15٪ وثنائي فسفا تيديل غلسرول 14-15٪ وحمض الفسفاتيك 11-13٪ وفسفاتيديل أينوزيتول 6-7٪ وحمض الفسفاتيدك المتعدد 12-13%
- كما يحتوي الزيت الخام على ستيرولات بنسبة 6،٪ تتكون من بيتا سيتو سيترول 45-56٪ وستجما ستيرول 20-33٪ وكامبسترول 13-24٪.
- بالإضافة إلى ما ذكر أعلاه يحتوي زيت فول الصويا على حمض لينولنيك بنسبة 43-56٪ وحمض أولنيك بنسبة 22-23٪ وحمض لينولينيك بنسبة 5-11٪ وحمض البالمتيك بنسبة 10,6-18,1٪ وحمض الأستياريك 2,4-3,7٪ وحمض الميرستيك 0,4٪ وحمض الأراشيدك 2,3-2,4٪ وفيتامين ه ( مثل غاما توكوفيرول 37,5٪ ودلتا توكوفيرول 22,3٪ والفاتوكفيرول 4,2٪.[7]

## الإنتاج
| 1                              | الصين            | 15,998,400 |
| 2                              | الولايات المتحدة | 11,290,000 |
| 3                              | البرازيل         | 11,263,345 |
| 4                              | الأرجنتين        | 8,081,200  |
| 5                              | الهند            | 1,438,200  |
| 6                              | المكسيك          | 874,503    |
| 7                              | باراغواي         | 704,200    |
| 8                              | روسيا            | 741,173    |
| 9                              | مصر              | 653,400    |
| 10                             | هولندا           | 635,200    |
| المصدر: منظمة الأغذية والزراعة |                  |            |

ولإستخلاص زيت فول الصويا، يتم تكسير الفول وتعديل نسبة الرطوبة به، ومن ثم تسخينه في دراجات حرارة ما بين 60 و 88 درجة مئوية (140 و190 درجة فهرنهايت)، ويتم بعد ذلك وضعه في لفائف، واستخلاص الزيت منه من خلال استخدام أحد المذيبات كالهكسان مثلاً. ثم يتم تنقية الزيت وخلطه من أجل استخدامات مختلفة، كما يمكن هدرجته.
تباع زيوت فول الصويا سواء السائلة منها أم المهدرجة جزئيًا على أنها زيت نباتي، او كمكونات لمجموعة متنوعة من الأطعمة المصنعة. يطلق على بقايا عملية استخلاص زيت فول الصويا مسمى "وجبة فول الصويا" والتي يمكن استخدامها كعلف للحيوانات.
في موسم 2002/2003م، تم إنتاج حوالي 30.6 مليون طن من زيت فول الصويا في جميع أنحاء العالم، وهو ما يمثل حوالي نصف إنتاج الزيوت النباتية الصالحة للأكل في جميع أنحاء العالم، وحوالي 30% من جميع الدهون والزيوت المنتجة، بما في ذلك الدهون الحيوانية والزيوت المشتقة من النباتات الإستوائية.
وفي موسم 2018/2019م، بلغ الإنتاج العالمي حوالي 57.4 طن متري، وكانت نسب الدول الأكثر إنتاجًا في ذلك، الصين (16.6 طن/م)، الولايات المتحدة الأمريكية (10.9 طن/م)، الأرجنتين (8.4 طن/م)، البرازيل (8.2 طن/م)، دول الاتحاد الأوربي (3.2 طن/م).

## الاستخدامات
يستخدم زيت فول الصويا في الطهي والخبز، كما يمكن استخدامه في القلي، ويستخدم أيضًا كتوابل لبعض السلطات. كما يستخدم زيت فول الصويا بوصفه أحد زيوت التجفيف في تركيبات بعض أحبار الطباعة، وفي عمليات الطلاء الزيتية، حيث أن زيت فول الصويا عند تعرضه للهواء يشكل مادة صلبة مرنة وشفافة ومقاومة للماء. ومع ذلك فقد تكون هناك زيوت أخرى أفضل منه فيما يتعلق بالتجفيف مثل زيت بذر الكتان. كما أن لزيت فول الصويا بعض الاستخدامات الطبية، فيتم استخدامه في التغذية الوريدية بوصفه مصدر للسعرات الحرارية والأحماض الدهنية الأساسية. ويستخدم أيضًا زيت فول الصويا كمثبت لتمديد فترة عمل بعض الزيوت الأساسية في بعض الممنتجات التجارية، مثل زيت إبرة الراعي.

## التجارة
يتم تداول زيت فول الصويا في بورصة شيكاغو للتجارة بعقود تصل قيمتها إلى 60 ألف جنيه أسترليني في المرة الواحدة. الأسعار مدرجة بالسنت وأجزاء من الألف من السنت لكل جنيه، مع حد أدنى للتقلب يبلغ 5/1000 سنت، ويتم تداول زيت فول الصويا هناك منذ عام 1951م.

## معرض الصور

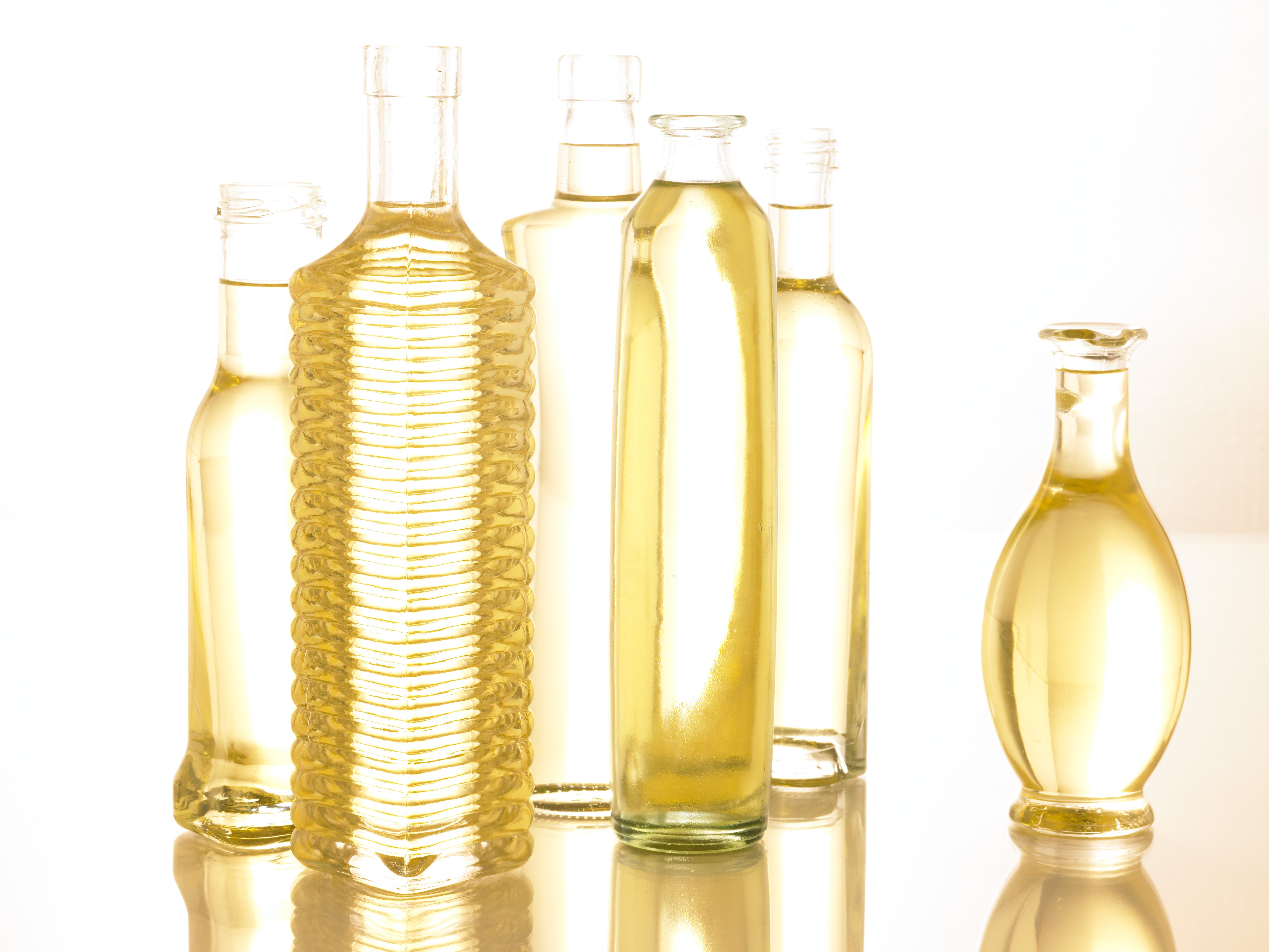
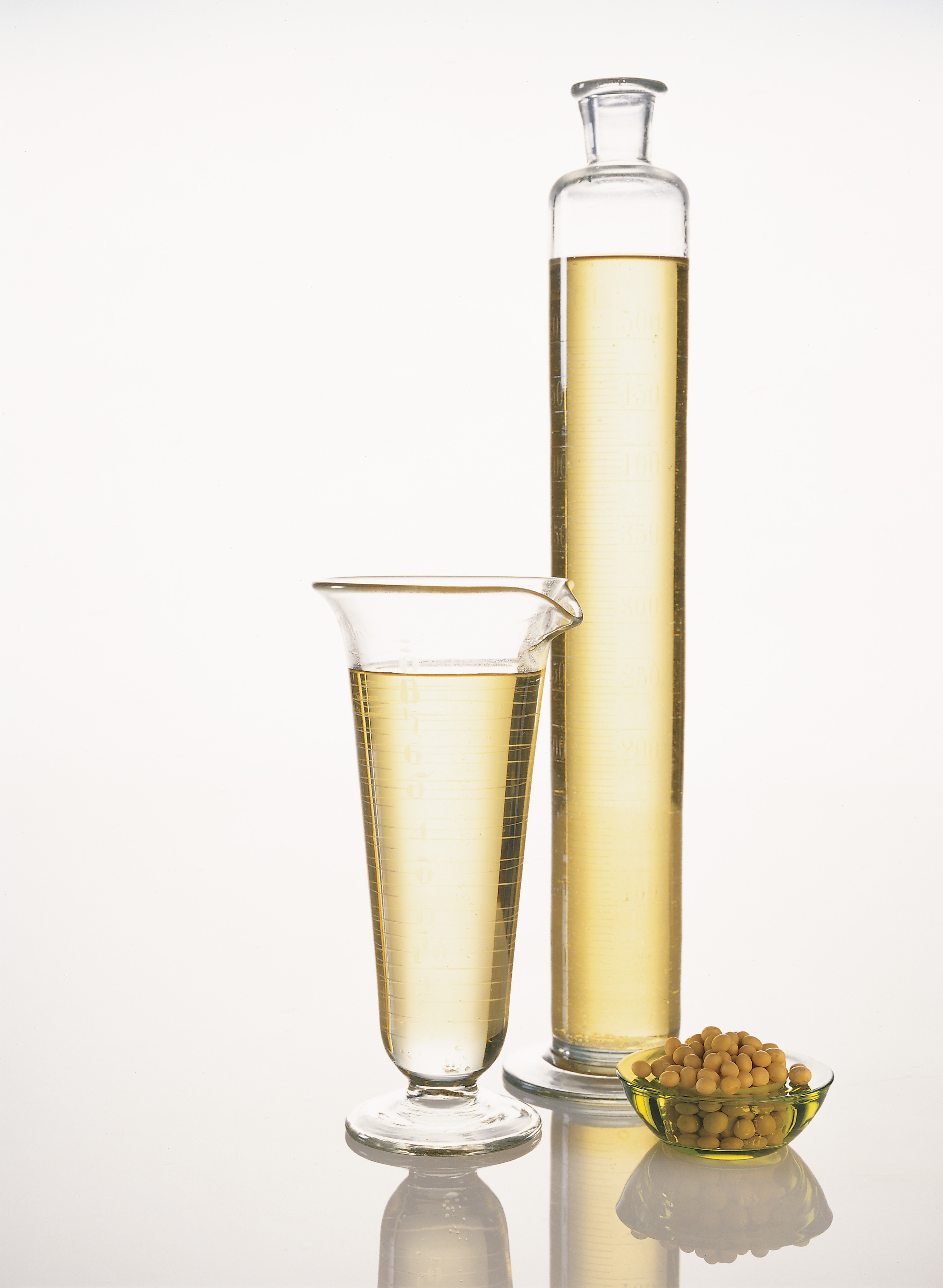
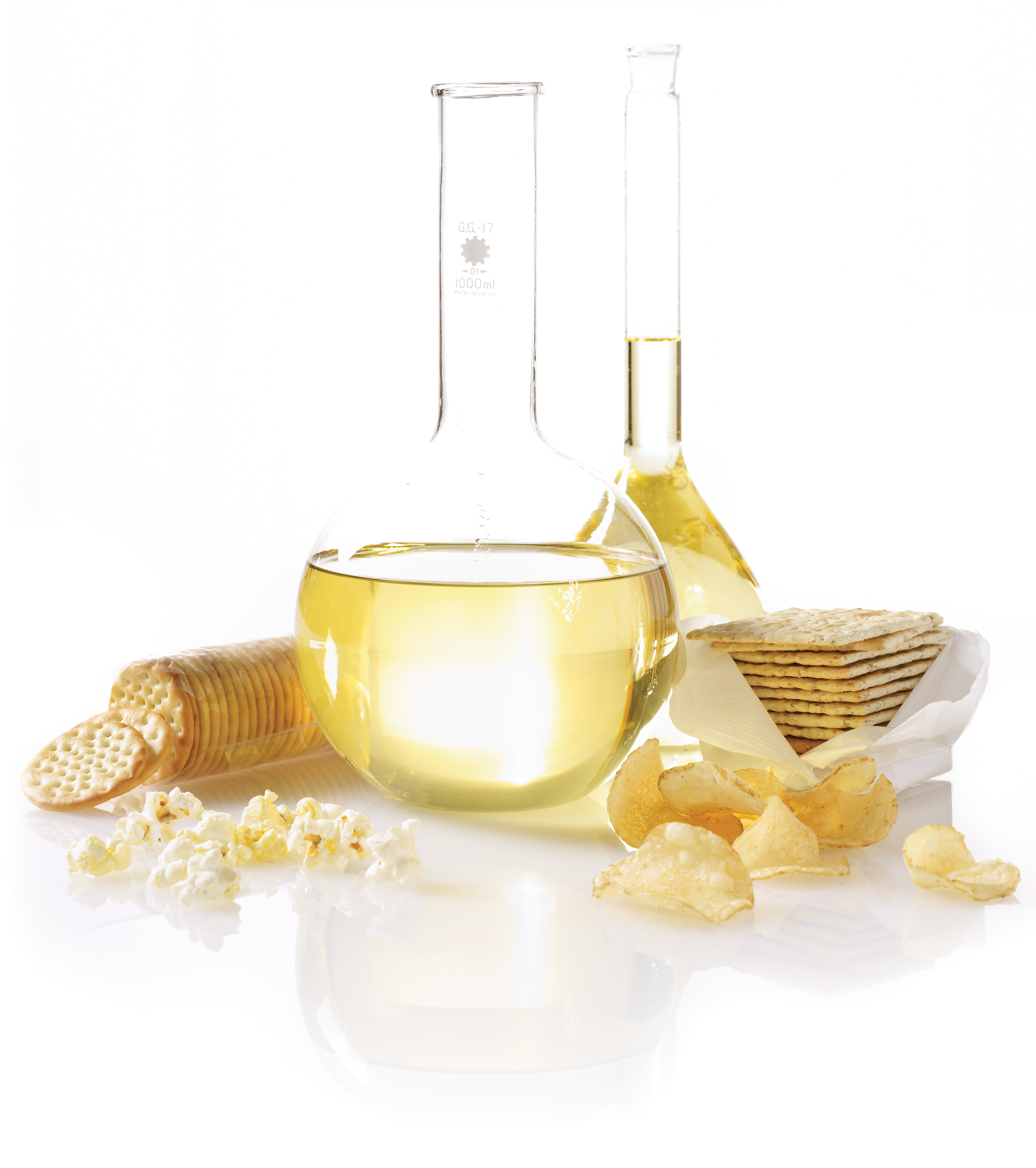
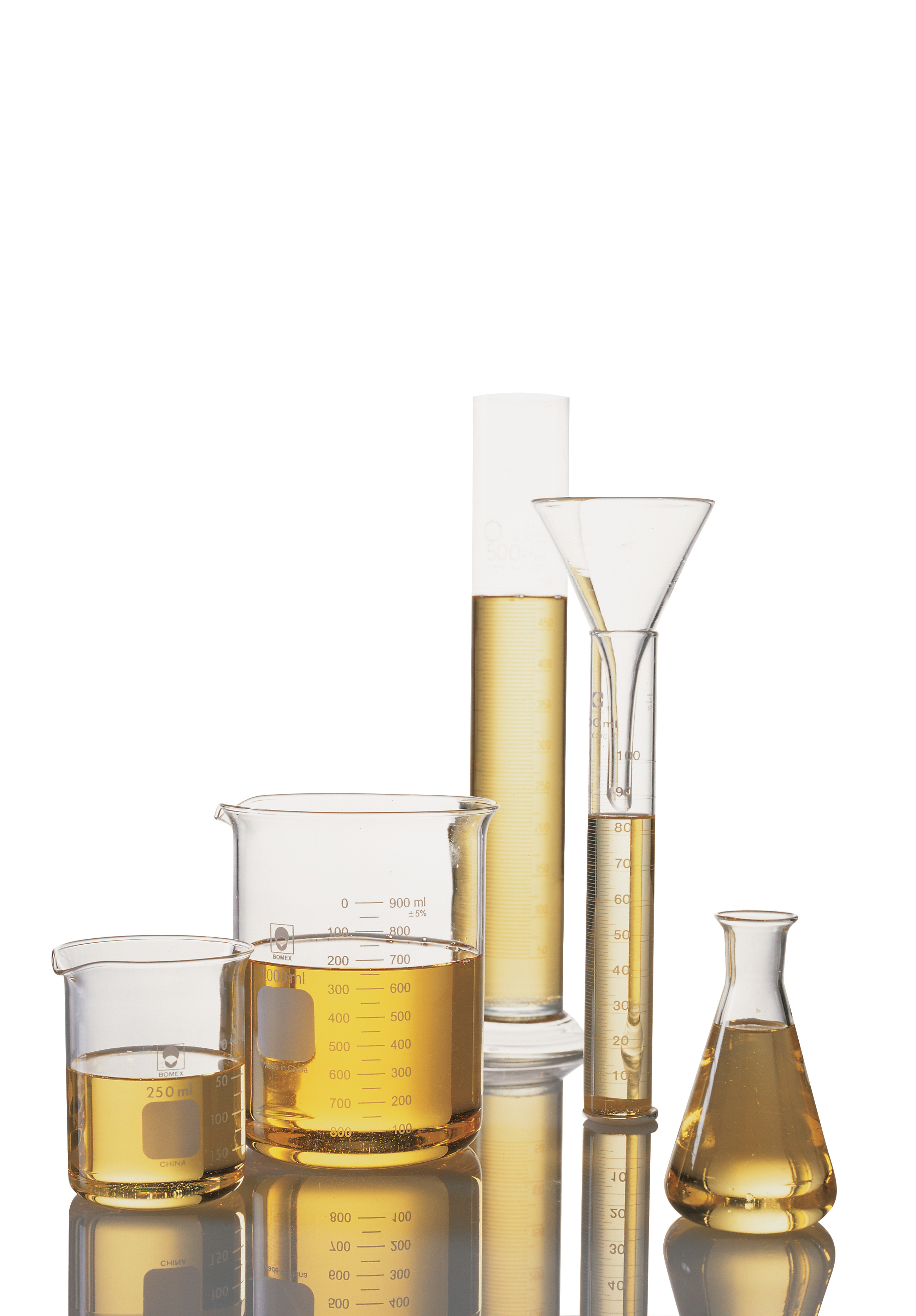
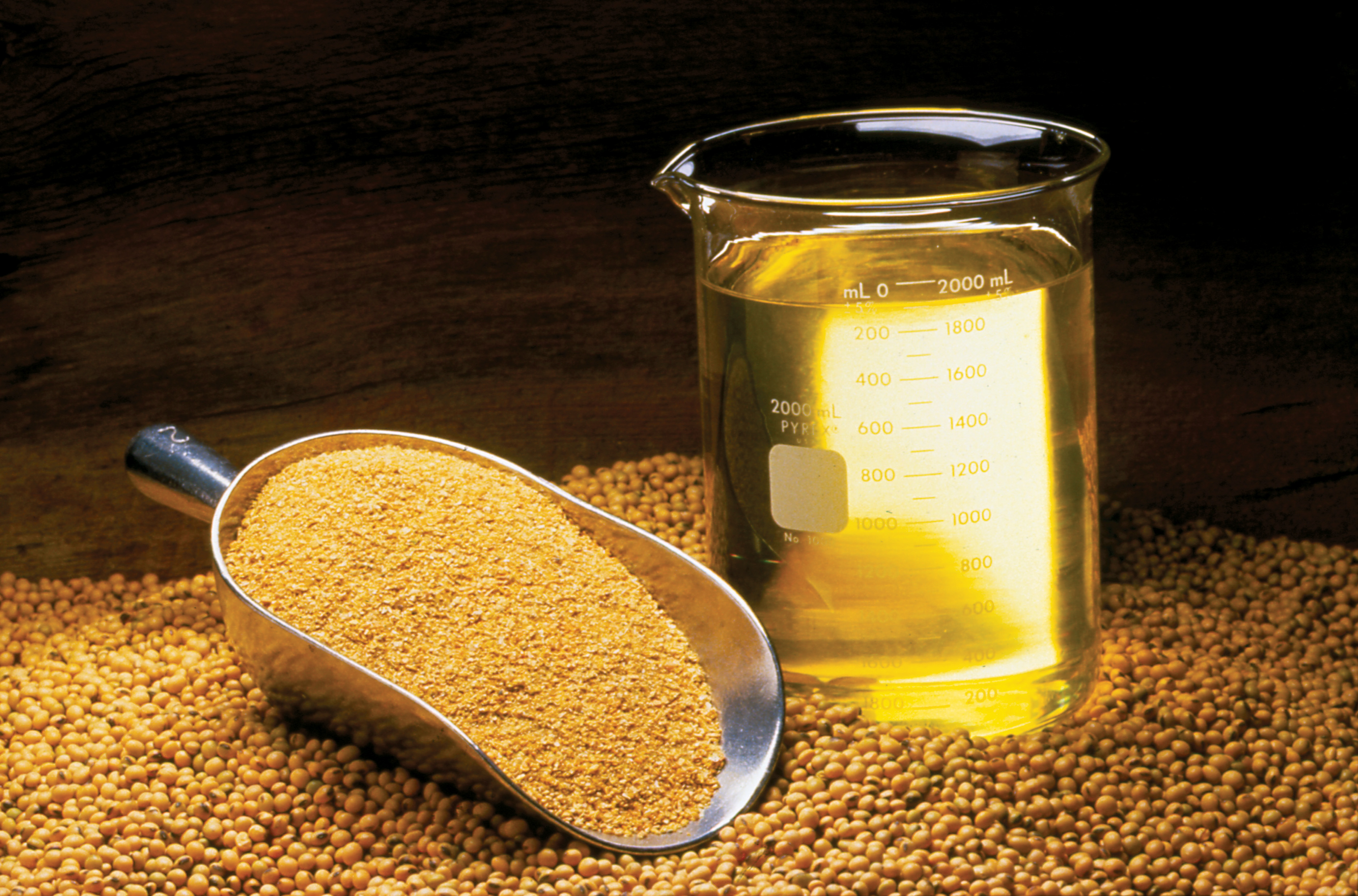
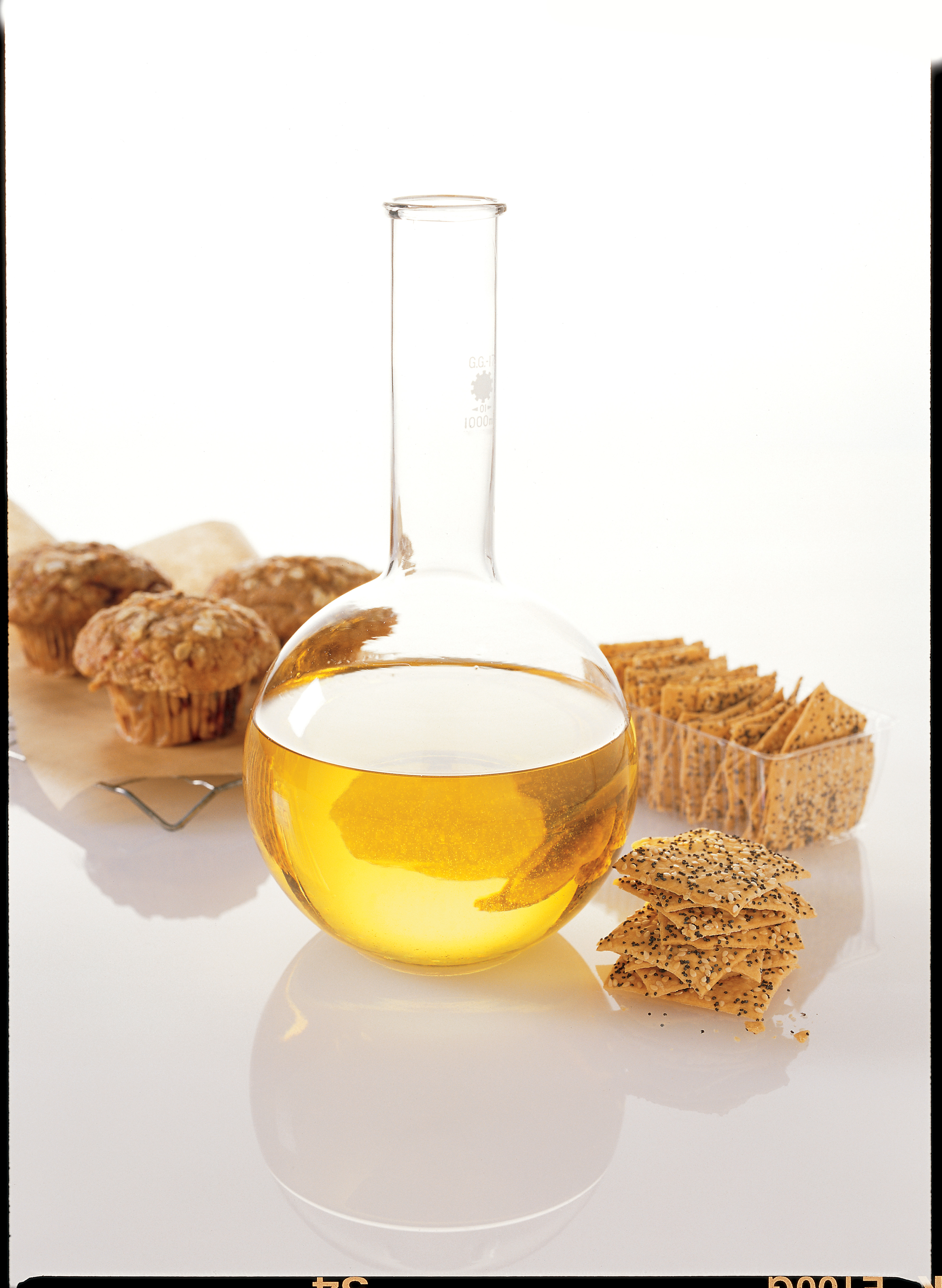
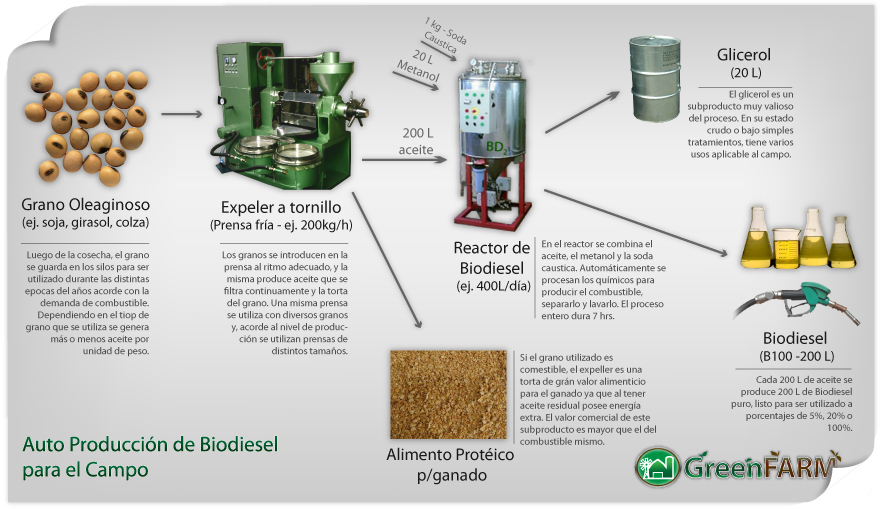